# فلانتين فاسينوفيتش
فلانتين فاسينوفيتش (و. 1971  م) هو مصور سينمائي، ومونتير، ومخرج أفلام، وكاتب سيناريو من الاتحاد السوفيتي، وأوكرانيا، ولد في جيتومير.

## جوائز
حصل على جوائز منها:
نيشان الاستحقاق الأوكراني من الدرجة الثالثة

## وصلات خارجية
- فلانتين فاسينوفيتش في قاعدة بيانات الأفلام على الإنترنت
- فلانتين فاسينوفيتش  على موقع أول موفي